# South Lawn
La South Lawn (« pelouse sud ») désigne, à Washington, la partie herbeuse située au sud de la Maison-Blanche, la résidence officielle et le bureau du président des États-Unis.
Elle est bordée à l'est par East Executive Drive et le bâtiment du département du Trésor des États-Unis, à l'ouest par West Executive Drive et le bâtiment du bureau exécutif Eisenhower, et le long de son périmètre sud incurvé par South Executive Drive et une grande pelouse publique circulaire appelée The Ellipse.

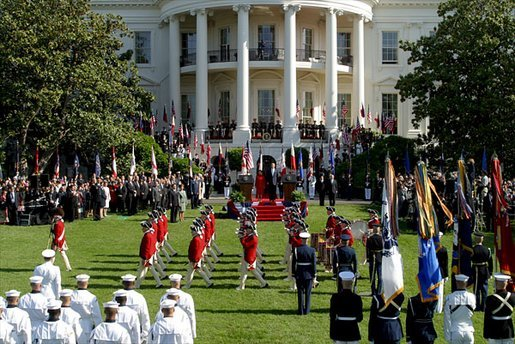
Cérémonie d'arrivée pour la visite d'État de la présidente des Philippines Gloria Macapagal-Arroyo en mai 2003.
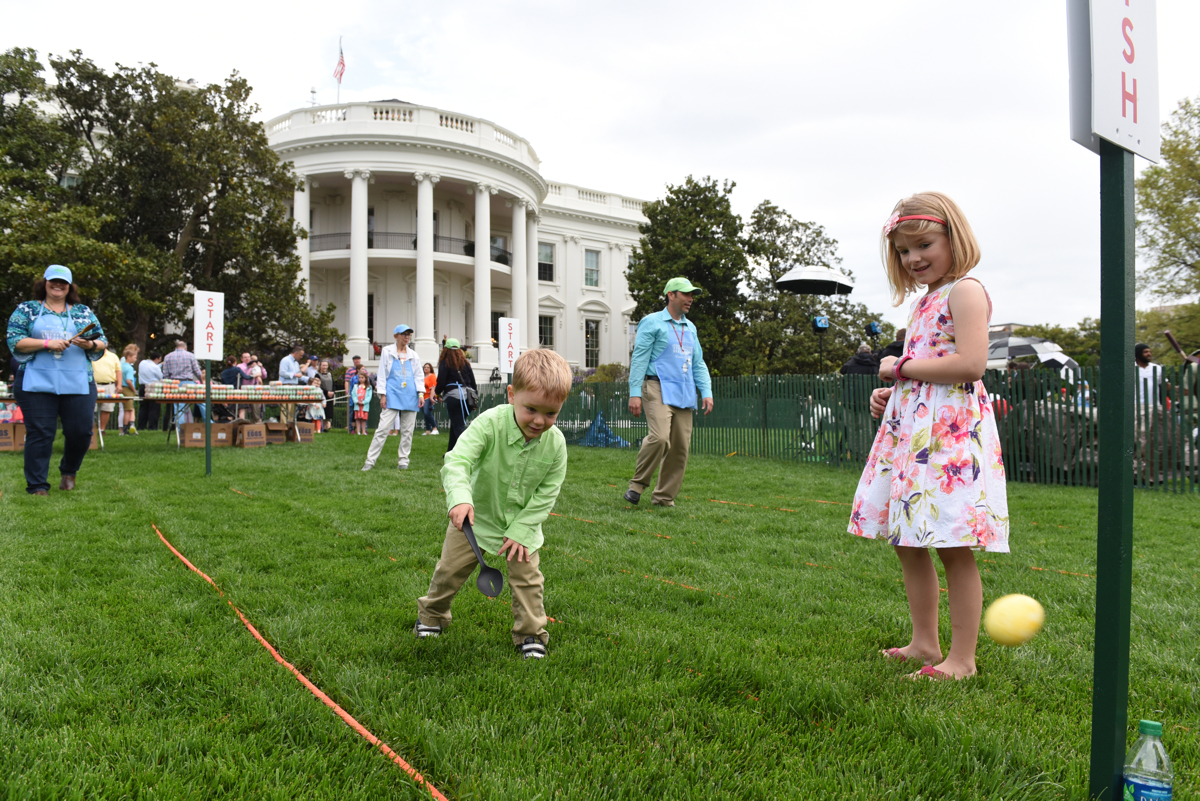
Le roulement des œufsde Pâques sur la pelouse en avril 2017.
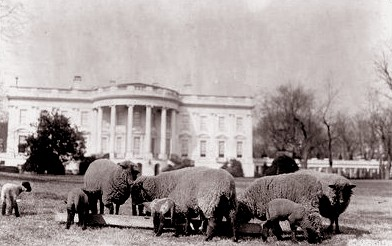
Des moutons paissant sur la pelouse pendant l'administration de Woodrow Wilson, vers 1914.
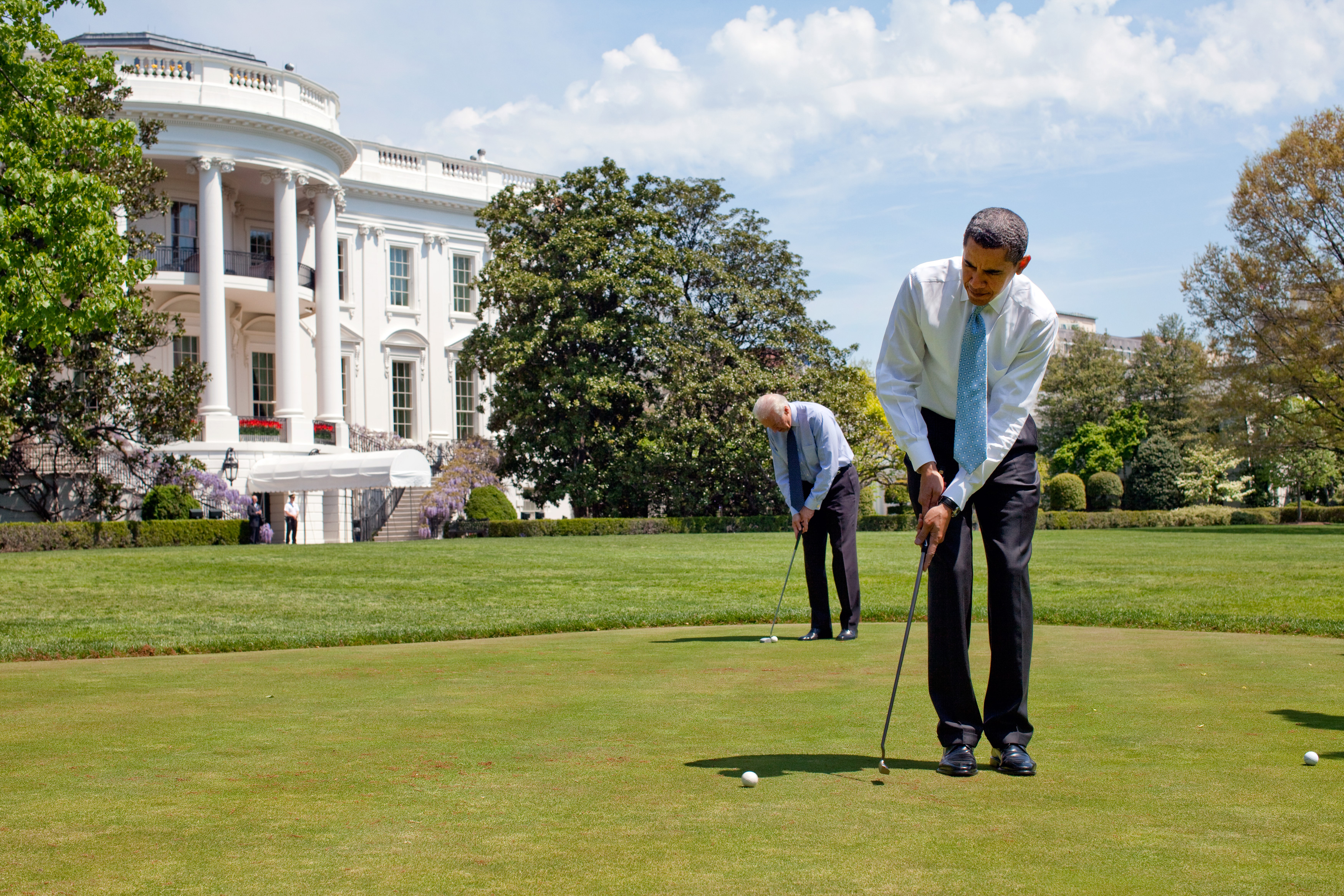
Barack Obama et Joe Biden jouant au golf en avril 2009.